# 仲ツ山古墳

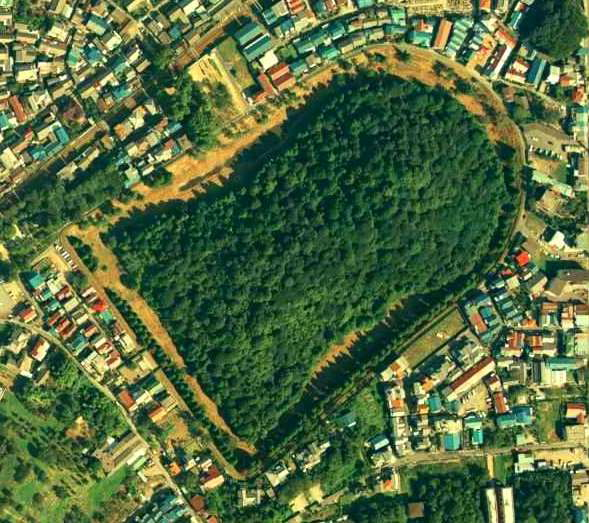
仲ツ山古墳の空中写真（1985年）。

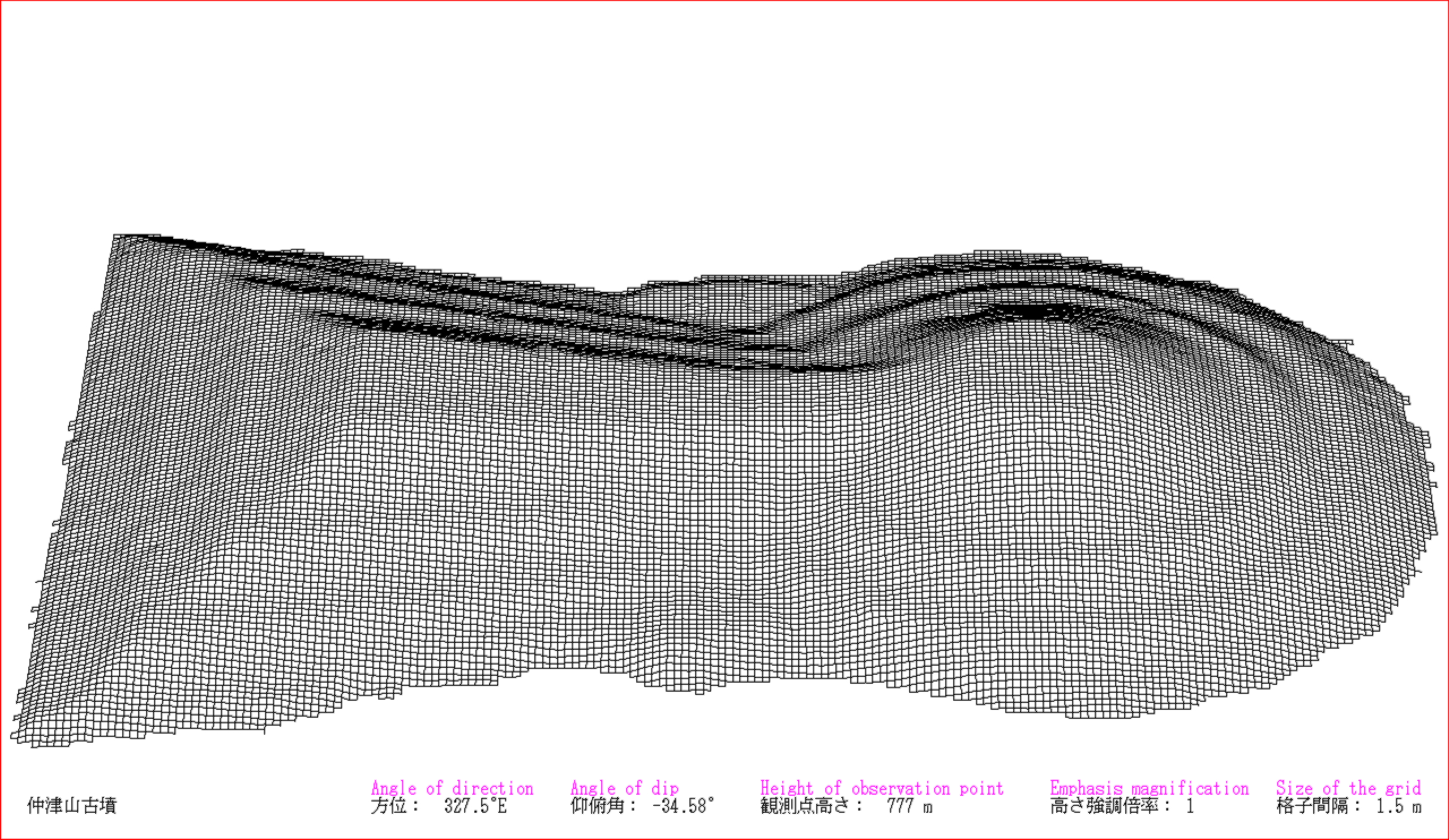
3DCGで描画した仲ツ山古墳

仲ツ山古墳（なかつやまこふん、仲津山古墳）は、大阪府藤井寺市沢田にある古墳。形状は前方後円墳。古市古墳群（世界文化遺産）を構成する古墳の1つ。
実際の被葬者は明らかでないが、宮内庁により「仲津山陵（なかつやまのみささぎ）」として第15代応神天皇皇后の仲姫命の陵に治定されている。また周堤は国の史跡に指定されている（史跡「古市古墳群」のうち）。
第14代仲哀天皇の陵墓であるとする説もある。

## 概要
古市古墳群の北部、誉田御廟山古墳の北東に位置する。全長290メートル、後円部径170メートル、高さ26.2メートル、前方部幅193メートル、高さ23.3メートルで、古市古墳群で2番目、全国でも9番目の大きさを誇る。墳丘は三段築成で、葺石と埴輪が確認される。くびれ部の両側には造り出しがある。国府台地の最高所にあるため、周濠は空濠に近い湿地帯になっている。
主体部については不明であるが、石棺が存在することや勾玉が出土したことが伝えられている。また、発掘調査により、外堤外法面に葺石が施されていることが判明した。出土した埴輪の特徴から、古市古墳群の巨大前方後円墳では、津堂城山古墳に次いで古く、4世紀末から5世紀前半の築造と推定されている。

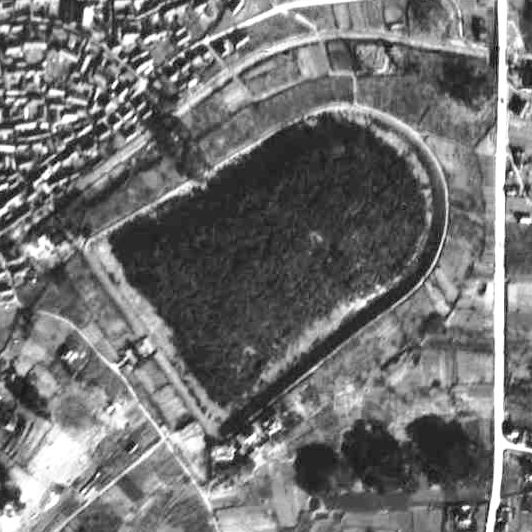
1948年当時の空中写真。

2021年に周堤が国の史跡に指定されている（史跡「古市古墳群」への追加指定）。

### 被葬者
宮内庁が応神天皇陵に指定する誉田御廟山古墳の一世代前の古墳である事から、仲姫命ではなく応神の父である仲哀天皇の陵墓とする説がある。宮内庁が仲哀陵に指定しているのは仲ツ山の南西に位置する岡ミサンザイ古墳だが、墳丘の形状や埴輪の編年から5世紀末の築造である事が有力視されており、仲哀天皇が在位したとされる年代との間には100年近い隔たりがある。また仲哀陵の指定は江戸時代末期に行われたものの、同時代の天皇陵の調査を主導した蒲生君平は『山陵志』の中でこれを否定し、仲ツ山古墳の方を記紀に記述された長野陵であると論じており、仲津山という名称自体も仲哀天皇の和風諡号であるタラシナカツヒコに由来すると述べている。
仲哀天皇はその実在自体を疑う向きがあり、更に古事記に記述された干支に従うならばその崩年は西暦362年と、仲ツ山古墳の築造年代(推定380年頃)とは一世代か二世代程度の隔たりがある。しかし、白石太一郎は実在性に対しては懐疑的ながらも、仲ツ山古墳を河内に造営された最初の大王墳と見なしており、仲哀天皇を河内に葬られた最初の大王とする記紀や延喜式の記述も、何らかの事実をある程度反映したものであると考えている。

## ギャラリー

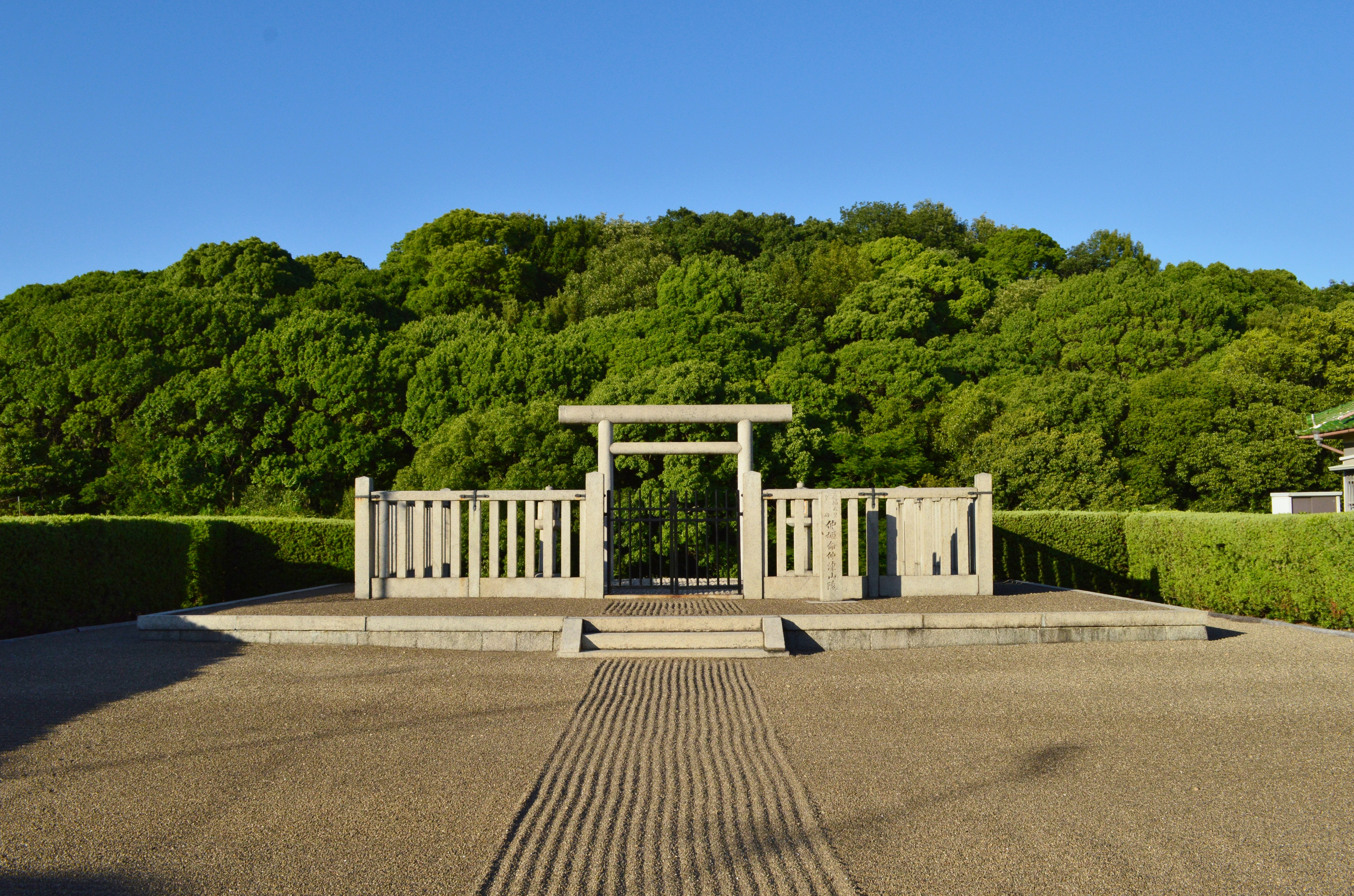
仲姫命仲津山陵 拝所
3DCGで描画。北西方向から見る
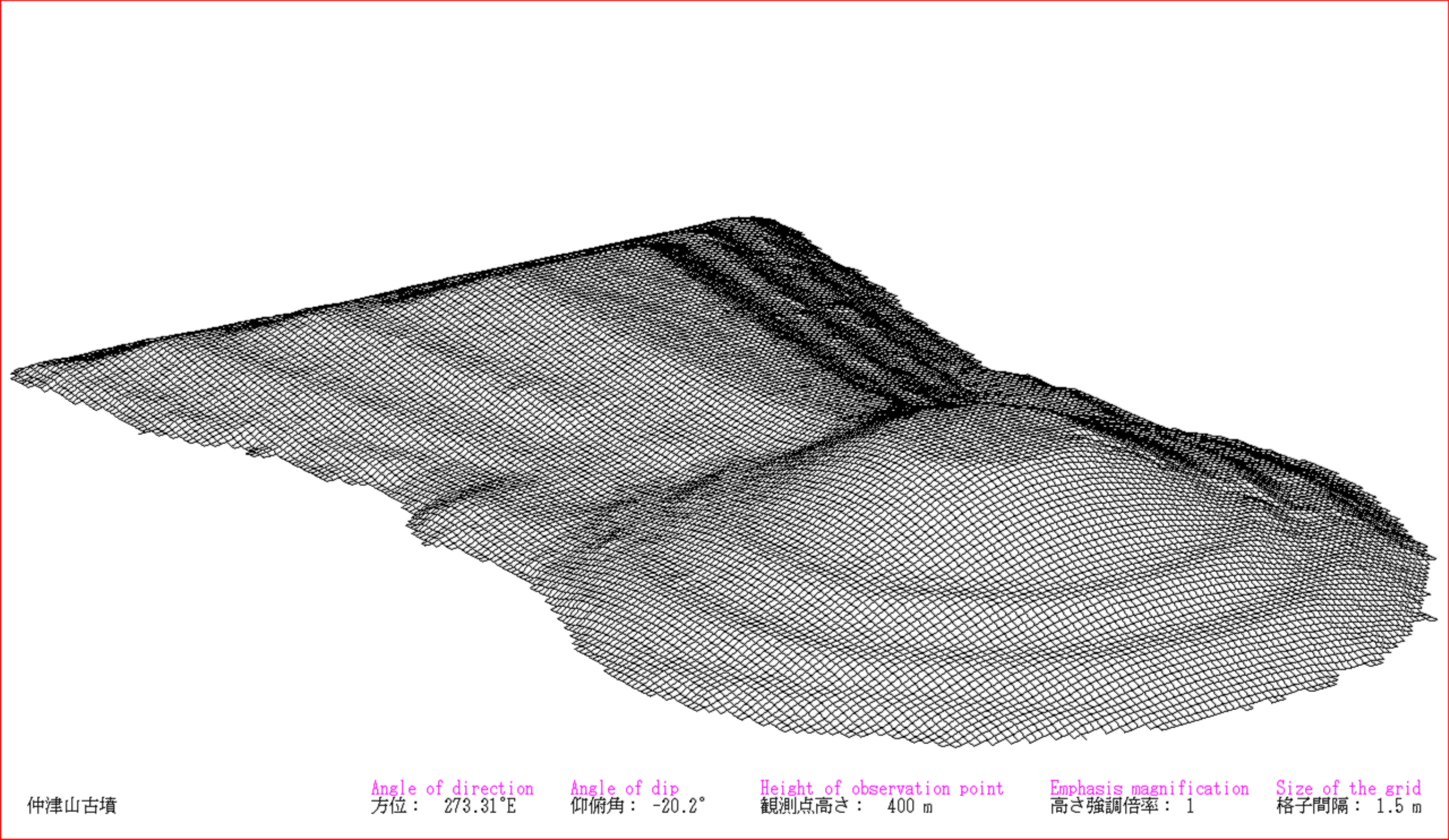
3DCGで描画。東方向から見る
3DCGで描画。前方部正面から見る
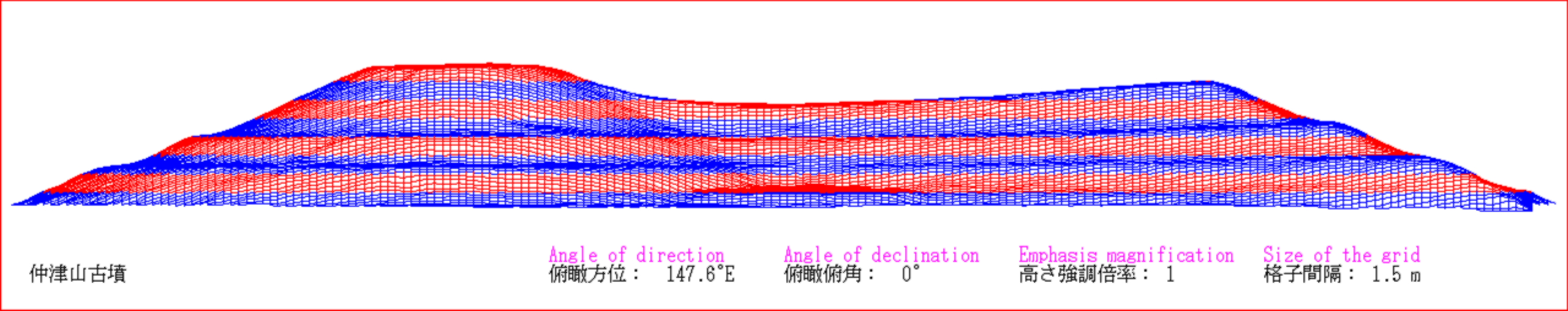
3DCGで描画。真横から見る